# Orkanen Emily (1993)
Orkanen Emily var den första orkanen och femte namngivna stormen i den Atlantiska orkansäsongen 1993. Emily bildades den 22 augusti och nådde som mest kategori 3-styrka med vindhastigheter på 135 km/h. Emily var säsongens kraftigaste orkan.
Emily drog in över land vid Outer Banks, North Carolina och dödade tre och orsakade skador för 52 miljoner dollar i North Carolina.

## Stormhistoria

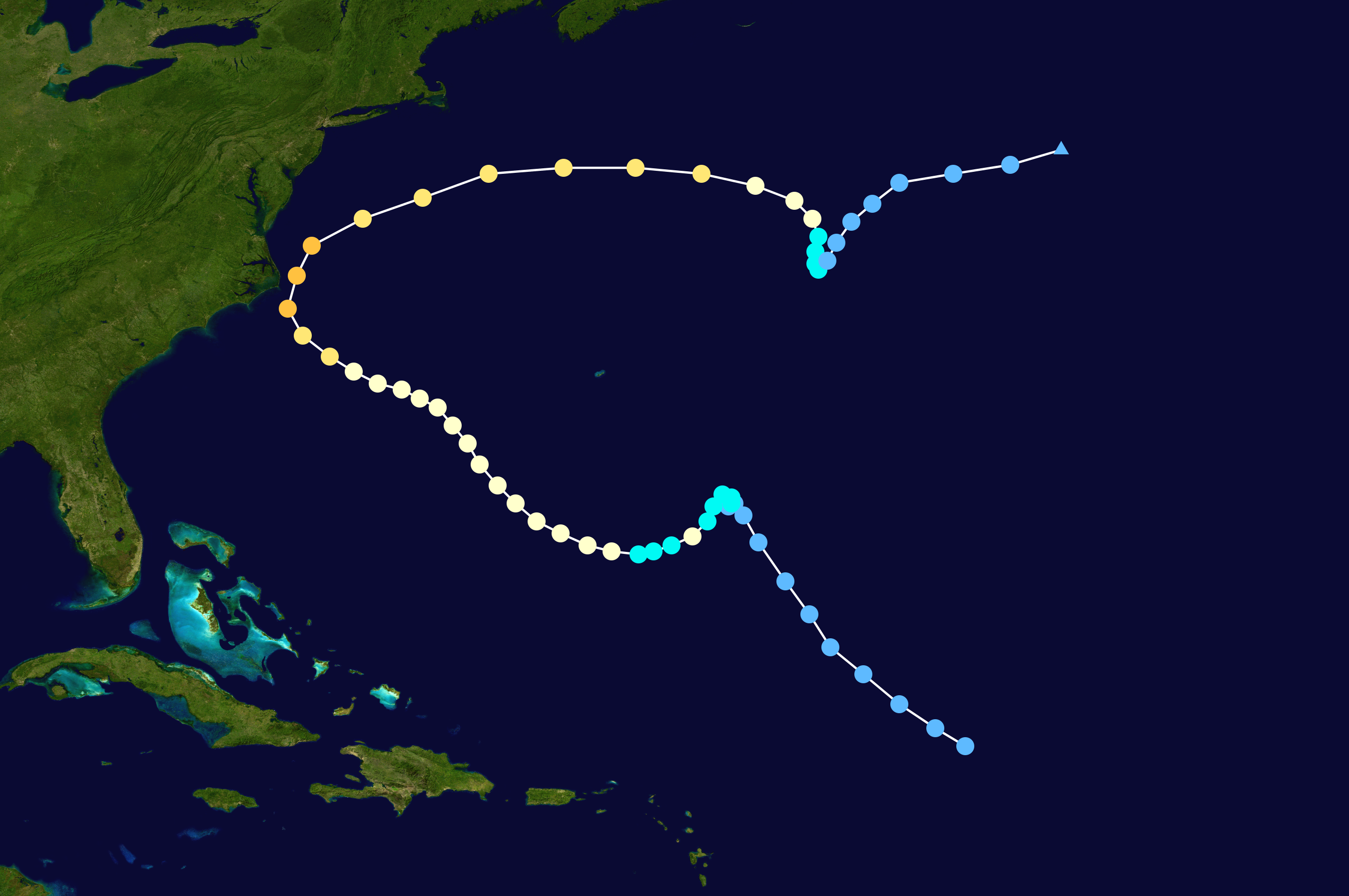
Emilys bana

En tropisk våg drog ut från Afrikas västkust den 17 augusti, och började att röra sig åt väst-nordväst. Den organiserades till den tropiska depressionen Fem den 22 augusti 1 300 km ost-nordost om Puerto Rico. Efter att snabbt ha rört sig år nordväst, fick högtryck i norr stormen att nästan stanna helt i de centrala delarna av Atlanten. Gynnsamma förhållanden och höga vattentemperaturer gjorde så att depressionen tilltog i styrka till den tropiska stormen Emily den 25 augusti, då den drog väst-sydväst, och nådde orkanstyrka en kort stund nästa dag.
Emily avtog till tropisk stormstyrka, då förhållanden blev mindre gynnsamma, men återfick orkanstyrka sent den 27 augusti. Då den närmade sig North Carolinas kust, tilltog den kraftigt i styrka till en kategori 3-orkan med vindhastigheter på 185 km/h. Emily drog in över land vid Outer Banks den 1 september. Orkanen accelererade åt ost-nordost, och försvagades stadigt över norra Atlanten. Den svängde söderut den 3 september och försvagades snabbt till en tropisk depression nästa dag. Depressionen svängde än en gång åt nordost och blev extratropisk den 6 september.